# Бритовка (Одесская область)
Брито́вка (укр. Бритівка) — село, относится к Белгород-Днестровскому району Одесской области Украины.
По состоянию на 01.10.22 года составляло 2765 человек. Население по переписи 2001 года составляло 2818 человек. Почтовый индекс — 67755. Телефонный код — 4849. Занимает площадь 2,61 км².

## Местный совет
67755, Одесская обл., Белгород-Днестровский р-н, с. Бритовка, ул. Ленина, 56а